# 阿拉贡城堡
阿拉贡城堡（義大利語：Castello Aragonese）是一座中世纪城堡，位于意大利那不勒斯湾北端的伊斯基亚岛。
阿拉贡城堡矗立在火山岩上，是伊斯基亚岛最令人印象深刻的历史古迹，由锡拉库萨的希罗一世建于公元前474年。同时，兴建两座塔楼以控制敌人舰队的动向。岩石后来被帕爾特诺佩斯（那不勒斯古代居民）占据。在公元前326年，城堡被罗马人占领，然后又被帕爾特諾佩斯占领。在1441年阿方索五世 (阿拉贡)用一座石桥取代之前的木桥连接岩石与岛屿，又加固了城墙，以保卫居民，抵御海盗的袭击。1700年左右，约2000个家庭住在岛上，包括贫穷修女会修道院，来自希腊的巴西略修道院，主教、王子与一个军事要塞。此外，还有13座教堂。1809年，英军在法国将军指挥下围攻并炮轰该岛，几乎将其完全摧毁。1912年，该城堡出售给一个私人业主。如今，该城堡是伊斯基亚岛参观人数最多的古迹。
进入城堡可以通过一个隧道，或较舒适的现代电梯。沿隧道有一个供奉该岛的主保圣人十字若望·若瑟的小堂。城堡外有无原罪堂和升天主教座堂。